# Félig közvetlen demokrácia
A félig közvetlen demokrácia lényege, hogy a közösség minden választójoggal rendelkező tagja részt vehet a közügyek eldöntésében, vagyis az önkormányzásban az adott térségben. A döntéshozatal módszerei a közvetlen, a félig közvetlen és a közvetett. A közvetett döntéseket a jogszabályok alkotói és/vagy a kormányzatok hozzák. A közvetett döntések általában felülbírhatóak közvetlen illetve félig közvetlen döntésekkel. Népi kezdeményezés esetén a folyamat következő szakasza a közvetett döntéshozók megegyezése a népszavazás kezdeményezőivel a jogszabály módosításáról vagy elrendelik a népszavazás. Az érintett térség választójoggal rendelkező lakosai népszavazási kezdeményezésének (iniciatívájának) másik lehetősége a félig közvetlen új döntéshozatal megindítása. A népszavazások kezdeményezéséhez 1-2%-os támogatási küszöböt írnak elő az érintett térség választópolgáraitól. A népszavazás lebonyolítása előtt az ügyet széles körű társadalmi vitára bocsátják, majd minden szavazópolgárt kellő időben, írásban tájékoztatnak a mellette és az ellene szóló érvekről. A népszavazás mindig érvényes és az eredménye kötelező.

## Története
A félig közvetlen demokrácia alapintézményei az 1848-ban megalakult Svájci Államszövetségben jött először létre. Az államalakulat megalakulásakor létrehozták a kötelező alkotmánymódosító népszavazást (referendumot) és a kezdeményező népszavazás alkotmánymódosító eljárását. Rendkívüli rendeletekről 1949. év óta kötelező a népszavazás kiírása.
A kezdeményezhető (fakultatív) határidőhöz kötött felülbíráló népszavazást 1874-től vezették be. Ezt az eljárást 1921-től lehetséges alkalmazni a nemzetközi szerződésekre is. Megtartásához legalább 50 000 támogató aláírásra van szükség. Ez a választópolgárok kb. 1%-ának felel meg.  
A kezdeményező (iniciatíva) félig közvetlen népszavazás alkotmánymódosító eljárását pedig 1891-től lehet megvalósítani. 1977-ben ismét bővült a szövetségi népszavazások tárgyköre. A kezdeményező félig közvetlen népszavazás kibővült 2003-ban, mert alkalmazását az új alkotmányban általánosították. Szövetségi szinten legalább százezer, a kezdeményezést támogató aláírás kell. Ez a választópolgárok kb. 2%-ának felel meg. 
A svájci kantonokban és a településeken a népszavazás alkalmazási lehetősége tágabb, használata pedig gyakoribb. Például a főváros Bern esetében az éves költségvetés is tárgya a népszavazásnak.

## A félig közvetlen demokrácia alapintézményei
A népszavazások kezdeményezésének három útja használatos:
- Kötelező népszavazás, alkalmazzák az alkotmány elfogadáséra és módosítására, nemzetközi szerződések jóváhagyására stb.
- Határidőhöz kötött felülbíráló népszavazás kezdeményezése a még nem hatályos, de jóváhagyott törvényekre. Tehát a törvényhozó megalkotja és jóváhagyja a törvényt, melyet a hatályba lépés kezdetéig népszavazás segítségével módosítható. A jóváhagyás és a hatálybalépés között általában 90 napnak kell eltelnie. Felülbíráló népszavazás kezdeményezésével ez a határidő meghosszabbodik. Az ilyen népszavazás kezdeményezéshez optimális esetben a szavazati joggal rendelkező polgárok 1%-nak támogatása kell. Ez a rendszer a döntéshozókat előzetes megegyezésre ösztönzi a lehetséges népszavazás kezdeményezőivel.
- Kezdeményező félig közvetlen népszavazás esetében a kormányzat és/vagy a törvényhozás még a népszavazás kiírása előtt tárgyalja a javaslatot. A politikai döntéshozók javaslatát a kezdeményezés szövegével együtt bocsátják népszavazásra, vagy elfogadják a kezdeményezés szövegét és beépítik a törvényekbe. Ennek a népszavazásnak a kezdeményezéshez optimális esetben a szavazati joggal rendelkező polgárok 2%-nak támogatása kell.

## A félig közvetlen demokrácia következményei

### Gazdasági hatása
Svájcban a kantonok nagyban különböznek a demokrácia kiterjedésében. Némelyik kantonban a népszavazás intézménye kiterjed a költségvetés kérdéseire beleértve az adókat és a kiadásokat. A szakemberek következtetése alapján, a szélesebb körű népszavazási lehetőséggel rendelkező kantonoknak nagyobb volt a makrogazdasági teljesítménye, mint a többié. Itt gazdaságosan bánnak az adóbevételekkel és kisebb a közösség eladósodása. A közkiadások a többi kantonhoz képest sokkal alacsonyabbak, mivel döntéseik tükrözik az állampolgárok véleményét.

### Társadalmi hatása
Magasabb az állampolgári elégedettségi szint, ami a közös döntéshozatalnak és a magasabb életszínvonalnak a következménye. A törvényesítő-integráló szerepe által javul a közösségek megtartó ereje. A polgárok általában az ilyen típusú közösségi döntéseket igazságosnak tartják.  Továbbá nem tartják  túlzottan megterhelőnek, ami az eldöntendő kérdés előzetes és jó tájokoztatásnak is köszönhető.

## Gyakorlatban

### Svájc
Svájcban a népszavazás a politikai rendszer szerves része és gyakran alkalmazott eszköze. Svájc szövetségi állam, ám Németországgal ellentétben a népszavazás az alpesi országban szövetségi szinten is nagyobb szerepet kap. 1848. és 2006. év között szövetségi szinten összesen 543 népszavazás volt. A nagy gyakorisággal bekövetkező voksolások, parlament által hozott bármilyet törvényt felülbírálatának a lehetősége, valamint felesleges részvételi küszöbök és más hatalmi eszközök hiánya, amellyel a népszavazást a politikai hatalom megakadályozhatná, élénkítik a pártok és a közvélemény kapcsolatát. Ugyanakkor arra készteti a parlamenti erőket, hogy a reformokat közösen, mindenki által elfogadható kompromisszumokkal dolgozzák ki. A népszavazás erős mivolta teszi Svájcot az ún. kompromisszumos (konszenzusos) demokrácia mintaországává. A népszavazások több mint fele az utolsó 35 évben valósult meg és egyre népszerűbbek.
A népszavazás lebonyolítása előtt az ügyet széles körű társadalmi vitára bocsátják, majd minden szavazópolgárt kellő időben, írásban tájékoztatnak a mellette és az ellene szóló érvekről. A népszavazás mindig érvényes és az eredménye kötelező. Némelyik kantonban a népszavazás intézménye kiterjed például a költségvetés kérdéseire, beleértve az adókat és a kiadásokat. Svájcban a népszavazások kezdeményezésének három útja ismert:
- Kötelező népszavazás: Az alkotmány legcsekélyebb változását a parlament mellett a polgároknak és a kantonok többségének is jóvá kell hagynia. Ugyanez vonatkozik a nemzetközi szervezetekbe való belépésre és az egy évnél hosszabb időre tervezett és az alkotmányból nem levezethető szövetségi törvényekre.[5]
- Kezdeményezhető (fakultatív) népszavazás esetén a törvényalkotók és a kérelmezők képviselői kötelesek megtárgyalni az érvényesen beadott folyamodványt, mely tartalmazza a polgárok szükséges számú aláírását. Eredményes tárgyalás esetén a beadványt beépítik a jogszabályokba. Ha nincs köztük egyetértés a témával kapcsolatban, akkor kötelesek népszavazást kiírni.
  - Határidőhöz kötött felülbíráló népszavazás kezdeményezése a nem végrehajtott politikai döntésekre. A polgárok képviseleti szerveinek (pártok, egyesületek) lehetőségük van bármely még nem hatályos szövetségi vagy kantonális törvény népszavazás útján történő megerősítésére vagy elvetésére. Legalább nyolc kanton által kezdeményezhető a szövetségi parlament által már elfogadott törvényekről. Ehhez legalább 50 000 támogató aláírásra van szükség.[5] Ez a választópolgárok kb. 1%-ának felel meg. Eddig egyetlen alkalommal, 2003-ban alkalmazták, akkor egy adótörvény változása váltotta ki 11 kanton ellenállását.
  - Kezdeményező félig közvetlen népszavazás esetében a helyi, kantonális vagy a szövetségi kormányzat és/vagy a törvényhozás még a népszavazás kiírása előtt tárgyalja a javaslatot. A politikai döntéshozók javaslatát és a kezdeményezés szövegét bocsátják népszavazásra. Szövetségi szinten legalább 100 ezer a kezdeményezést támogató aláírás kell. Ez a választópolgárok kb. 2%-ának felel meg.